# 近鉄劇場
近鉄劇場（きんてつ げきじょう）は、大阪市天王寺区上本町六丁目にあった劇場。近畿日本鉄道が所有し、子会社の近鉄興業が運営していた。2010年（平成22年）8月26日に大阪新歌舞伎座の新しい劇場を設置した複合ビル「上本町YUFURA」に生まれ変わった（後述）。

## 概要・略歴
1938年（昭和13年）3月、大阪電気軌道上本町駅南側に設立された映画館「大軌小劇場」が前身。当時は洋画のみならず、ニュース映画と短編映画も上映していた。その後近畿日本鉄道への改組を機に「上六小劇場」と改めたが、1954年（昭和29年）12月、「上六近鉄会館」として改築・再開業した。設計は村野・森建築事務所、施工は大林組が担当。地上階に主に洋画を上映する『上六映画劇場』、地階に主に邦画を上映する『上六地下劇場』が設置された。近鉄会館開業までの天王寺区の映画館は、玉造東宝映画劇場、ヤマト館、三光館、三和劇場の4館のみだった。
1985年（昭和60年）、上本町駅ターミナル整備（都ホテル大阪や駐車場、観光バスセンターの建設など）の一環として、全面的な改装を実施、上六映画劇場は近鉄劇場に、地階の上六地下劇場は近鉄小劇場として、同年10月3日にリニューアルオープンした。プロデュースは元『プレイガイドジャーナル』誌の演劇担当の松原利巳が担当した。
近鉄劇場は954席を設け、劇団四季やOSK日本歌劇団、ABCミュージカルなどのミュージカルや演劇、コンサートといった公演に使われた。一方、近鉄小劇場は420席を設け、小劇団の公演などが数多く行われた。近鉄劇場、近鉄小劇場とも東京の劇団、上演団体の公演が数多くおこなわれ、大阪に東京演劇の最新動向を伝える役割を果たした。
また、隣接した旧近鉄本社ビル（1936年築）も改装されて近鉄劇場別館ビルとなり「近鉄資料室」が地下に設置されたほか、朝日放送の運営により新進アーティストの作品を展示する「ABCギャラリー」を設置した（のち閉鎖）。また、上本町駅ビルとの間の空間は「シアタースクエア」と名付けられた広場となった。
2000年代に入ると、近鉄グループの再建策の中でレジャー部門の抜本的な見直しが行われることになり、近鉄あやめ池遊園地など遊園地も閉鎖された。またOSK日本歌劇団の解散が行われ当劇場も開業以来赤字が続き、施設の老朽化に加え観客の減少も相まって、2004年（平成16年）2月4日に閉鎖となり、大軌小劇場時代から通算して66年の歴史にピリオドを打った。なお、同年には大阪近鉄バファローズも創設から55年の歴史に幕を下ろした。
近鉄劇場閉鎖から10ヵ月後、同年12月には扇町ミュージアムスクエア（大阪ガスが運営）も閉鎖されたことから、大阪における演劇文化の衰退を危惧する声も聞かれた。

## 再開発計画
閉鎖後は飲食店が一部残った状態で、建物の解体や再開発計画は進まなかったが、難波にあった大阪新歌舞伎座（旧・大阪歌舞伎座）が老朽化のため2009年（平成21年）6月30日をもって閉館し、近鉄劇場跡に移転することが2007年（平成19年）4月に決定した。2008年（平成20年）より旧劇場の解体と新ビルの建設が進められ、2010年（平成22年）1月15日、近鉄は再開発ビルの名称を「上本町YUFURA（ユフラ）」に正式決定、近鉄創業100周年となる同年8月26日に、新歌舞伎座とともにグランドオープンした。「YUFURA」の名称は大阪市内在住の女性によるもので、「ゆらりふらり」と気軽に立ち寄れる場所をイメージして名付けられた。

## 関連書籍
- 宮川龍太郎『近鉄劇場終演まで ― 順風・逆風・自分風』新風舎、2005年4月15日刊行